# Boghești (gmina)
Boghești – gmina w Rumunii, w okręgu Vrancea. Obejmuje miejscowości Bichești, Boghești, Bogheștii de Sus, Chițcani, Iugani, Plăcințeni, Pleșești, Prisecani i Tăbucești. W 2011 roku liczyła 1680 mieszkańców.